# Jan Stragier
Jan Frans Stragier (Sint-Pieters-op-de-Dijk, 5 mei 1815 - Brugge, 5 augustus 1892) was burgemeester van de Belgische gemeente Sint-Pieters-op-den-Dijk van 1865 tot 1879.

## Levensloop
Hij was de zoon van Franciscus-Xaverius Stragier en Jeanne Van Huele, landbouwers op de gemeente Sint-Pieters. Franciscus was gemeenteraadslid.
Hij trouwde met Juliana Dumon met wie hij van 1843 tot 1854 acht kinderen had, vier zoons en vier dochters. Hij volgde zijn vader op in het landbouwbedrijf langs de Blankenbergse steenweg

## Burgemeester
Stragier volgde in 1849 zijn overleden vader op in de gemeenteraad. In 1852 werd hij schepen. Op 1 mei 1865 werd hij burgemeester, in opvolging van Gaspard de Crombrugghe. Hij bleef dit tot in 1879 en werd toen opgevolgd door Charles Belamy.
Stragier bleef wellicht na zijn burgemeesterschap niet in Sint-Pieters wonen. Hij stierf alvast in Brugge. Hij werd wel in een familiegrafkelder bij de kerk van Sint-Pieters begraven.